# 城山公園 (綾瀬市)
城山公園 （しろやまこうえん）は、神奈川県綾瀬市にある都市公園（地区公園）である。鎌倉時代に源頼朝の御家人として活躍した渋谷重国の居城跡（早川城址）に造られた。大規模な堀切と土塁が現存している。

## 概要
1976年（昭和51年）8月23日開園、2001年（平成13年）6月1日に再整備された公園。
- 住所：神奈川県綾瀬市早川城山三丁目4-1
- 広さ：6.49ヘクタール

## 施設
施設として、桜の広場、炊事棟、花木園、遊具広場、日本庭園、駐車場がある。
- 桜の広場：3月下旬から「かながわの花の名所100選」に選ばれた桜が鑑賞できる。
- 炊事棟：バーベキューができる。
- 花木園：66種類約500本のバラが香り芝桜も美しい（バラの見頃は、6月上旬、8月中旬、10月中旬）
- 遊具広場：ローラースベリ台などがある。
- 日本庭園：6月初旬からとなりのわさび田跡地でホタルが見られる。
- 駐車場：利用時間　午前8時30分から午後6時、収容台数　112台（大型車不可）

## 城山こみち
2005年（平成17年）5月に城山公園から比留川までの868.6mの散歩道「城山こみち」が完成した。